# Waldemar Maksimilijan Nestor
Waldemar Maksimilijan Nestor (Gross Strehlitz, 12. prosinca 1888. – Trubar kod Drvara, 27. srpnja 1941.), bio je rimokatolički svećenik. Prvi ubijeni rimokatolički svećenik u Drugome svjetskom ratu na području bivše Jugoslavije.

## Životopis
Waldemar Maksimilijan Nestor rodio se 1888. godine u Gross Strehlitzu, u Njemačkoj (Brody, župa Krynki, danas biskupija Radom, Poljska), od roditelja Antona i Julije r. Hepner. Bio je drugi od četvero braće. Još dok su boravili u Šleskoj mati im je umrla. Po narodnosti je Nijemac. Školovanje je započeo u Petrogradu, gdje mu je otac radio kao carski šumar, a kasnije se za vrijeme austro-ugarske uprave s roditeljima 1903. doselio u okolicu Banje Luke. Školovanje je potom nastavio kod trapista u samostanu Marija Zvijezda u Delibašinu Selu kod Banje Luke. Uzeo je redovničko ime Maximilian, redovničke je zavjete položio 1911. godine i tu je završio studij. Poslije završenih studija za svećenika je, kao član trapističkoga reda, zaređen 2. veljače 1917. godine, a zaredio ga je biskup fra Jozo Garić; Budući da je trajao rat, odmah je upućen u vojsku kao bolničar. Potom je obnašao službu učitelja u samostanskoj osnovnoj školi, ravnatelja sirotišta u trapistima i upravitelja dobara (kućni ekonom) svoga samostana kod Banje Luke gdje je ostao do 1931. godine kad je zbog okolnosti kojima nije bio krivac, napustio red i prešao među svećenike Banjolučke biskupije.
Sljedećih je pet godina, do 1936. godine, bio kapelan i župni vikar u Ljubunčiću, nakon čega je preuzeo župu Bosanski Petrovac - Drvar.

### Smrt
Kao župnik Drvara bio je pozvan na blagdan sv. Ane u Kosovu kod Knina, 26. srpnja 1941. godine, predvoditi Misu i propovijed. Pozvao ga je župnik u Kninu. 25. srpnja Nestor se vlakom zaputio tamo zajedno s većom skupinom svojih župljana na hodočašće. Budući da je u međuvremenu od prvog poziva kninskog župnika planuo ustanak u Drvaru, kninski župnik i prijatelji savjetovali su župnika da ostane ondje sve dok se stvari ne smire. Nestor je ipak pošao, jer je 27. srpnja bila nedjelja i nije htio da mu župljani ostanu bez mise. Nakon završenih svečanosti on je ranim jutarnjim vlakom, 27. srpnja 1941. godine krenuo nazad a na povratku su srpski pobunjenici presreli njihov vlak, zarobili sve putnike katolike, izveli iz vlaka, svezali ih i odveli u mjesto Trubar blizu Drvara te ih sve, zajedno sa župnikom Nestorom, pobili kod jame Golubnjače i bacili u nju. Posmrtni ostatci žrtava iz masovne grobnice Golubnjača izvađeni su nakon prekapanja groba i dopremljeni u Centar za identifikaciju Šejkovača kod Sanskoga Mosta 2003. godine. Tužiteljstvo Bosne i Hercegovine 2014. godine potvrdilo je kako se među ostatcima žrtava iz masovne grobnice Golubnjača nalaze i posmrtni ostatci drvarskoga župnika Nestora.
Posmrtni ostatci župnika Waldemara Maksimilijana Nestora i 14 nevinih žrtava iz njegove župe, slavljenjem koncelebrirane Svete mise i obredom crkvenog ukopa, pokopani su na katoličkome groblju u Banjoj Luci, u srijedu 19. studenoga 2014. godine.

## Beatifikacije
U organizaciji Komisije Hrvatske biskupske konferencije i Biskupske konferencije Bosne i Hercegovine za hrvatski martirologij održan je u Zagrebu 25. i 26. travnja 2012. Međunarodni znanstveni skup „Hrvatski mučenici i žrtve iz vremena komunističke vladavine“. Na njemu je vojni biskup mons. Tomo Vukšić održao predavanje o stradanjima crkvenih osoba iz BiH u kojemu je, između ostalog, iznio podatke, zapažanja i prijedloge pod vidom traženja mogućih svetaca među njima. S obzirom na dostupnost podataka, predložio je da se razmisli beatifikaciji ovih osoba:" fra Stjepana Barišića, župnika u Podhumu, člana „Bosne Srebrne“, koji je prije pogubljenja tražio da mu bude dopušteno izmoliti brevijar, što je i učinjeno, te je nakon toga ubijen; don Antu Zrna, župnika u Viru, svećenik Mostarske biskupije, koji je prema svjedočenju očevidaca, u dubrovačkom zatvoru prije pogubljenja bio smiren i samo se Bogu molio; fra Valentina Zovka i fra Andriju Topića, župnika i kapelana na Kočerinu, članova Hercegovačke provincije, koji su se prije pogubljenja, prema iskazu svjedoka, jedan pred drugim ispovjedili; don Jakova Barišića, župnika u Gradačcu, svećenika Sarajevske nadbiskupije, od kojega je traženo da se odrekne vlastite vjere i pripadnosti svom narodu što je on odbio te je bio ubijen na vrlo okrutan način, kao i don Ivicu Čondrića, kateheta i kapelana u Sarajevu, također svećenika Sarajevske nadbiskupije, kojemu je bilo ponuđeno da napusti svećeničku službu a zauzvrat bi bio oslobođen, što je on odbio te bio osuđen na smrt i strijeljan; don Maksimilijana Nestora, župnika u Drvaru, i don Antu Dujlovića, župnika u Gumjeri, svećenici Banjalučke biskupije, koji su se svjesno izložili smrtnoj opasnosti radi duhovnoga dobra vjernika i bili ubijeni, kao i don Krešimira Barišića, župnika u Krnjeuši, svećenika iste biskupije, koji je, bez obzira na opasnost, ostao s vjernicima, bio uhvaćen, izmasakriran i živ ubačen u zapaljenu crkvu.“"
21. prosinca 2014. godine Sveta Stolica pokrenula je proces beatifikacije četvorice svećenika Banjolučke biskupije koji su ubijeni početkom i tijekom Drugoga svjetskog rata, župnika u Gumjeri kod Prnjavora Antuna Dujlovića, župnika u Drvaru Waldemara Maksimilijana Nestora, župnika u Krnjeuši kod Bosanskog Petrovca Krešimira Barišića i župnika u Bosanskom Grahovu Jurja Gospodnetića.

## Unutarnje poveznice
- Pokolj kod Drvara 27. srpnja 1941.
- Pokolj u Bosanskom Grahovu 27. srpnja 1941.
- Stradanje crkvenih osoba u ratu u Bosni i Hercegovini
- Juraj Gospodnetić